# Jacek Tylicki
Jacek Tylicki (ur. 1951 w Sopocie) – zamieszkały w USA polski artysta multimedialny. Założyciel Now Gallery w Nowym Jorku. W swoim projekcie zapoczątkowanym w 1973, w sposób bezpośredni (bez ingerencji człowieka) użył przyrody jako twórczego medium. W ten sposób, w trakcie jego licznych podróży, powstaje do dzisiaj cykl prac zwany Natural Art.

## Twórczość
Jego prace wiążą się z wykorzystaniem sztuki ziemi, instalacji, wideo i fotografii. Często porusza tematykę społeczną i polityczną.
W roku 1973 rozpoczął cykl zwany „Natural Art”, wypuszczając z wiatrem arkusze płótna lub papieru i na dłuższy czas pozostawiając je w naturalnym środowisku przyrody (Szwecja, Polska, Indie, Islandia, USA). Wymusza w ten sposób na naturze postawę zarezerwowaną dotychczas dla artysty, a mianowicie tworzenie form. Tym działaniem Tylicki stał się pierwszym artystą, który pozwolił naturze malować.
W latach 1974–1990 inicjuje koncepcję anonimowego działania artysty wydając periodyk zwany „Anonymous Artists”. Zaprasza tu artystów do prezentowania swojej twórczości z pominięciem własnego nazwiska.
W roku 1985 tworzy instalację Chicken Art. Przerabia on galerię w Nowym Jorku na kurnik w którym żywe kury oglądają rozwieszone na ścianach galerii realistyczne obrazy kur, piskląt czy kogutów. Deklaruje przy tym: „Dla kury najpiękniejsza jest kura”.
Inną instalacją była Free Art, gdzie znani zaproszeni artyści nowojorscy rozdali swoje prace za darmo.
Fotografia odgrywa ważną rolę w jego twórczości jako zapis jej ulotności i przemijania.
Został uwieczniony w roli jednego z apostołów na obrazie Ostatnia Wieczerza Macieja Świeszewskiego.

## Wybrane wystawy

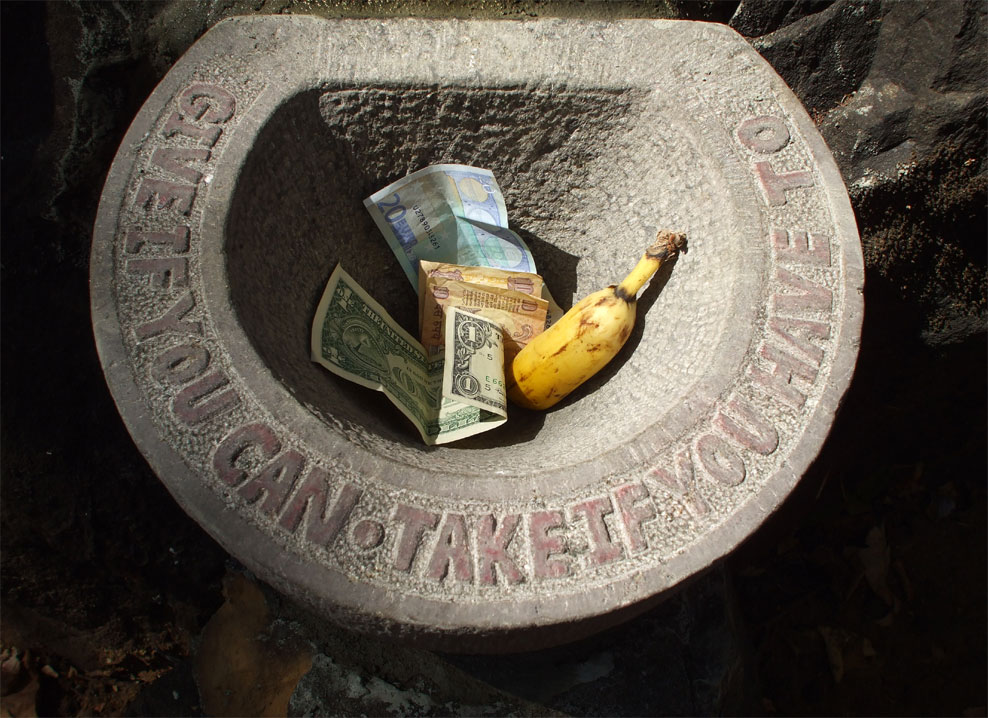
Jacek Tylicki, Rzeźba kamienna, Palolem Island, Indie, 2008

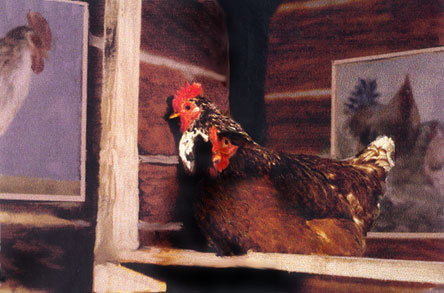
Jacek Tylicki, Instalacja Chicken Art, Now Gallery, Nowy Jork, 1987 oraz Sfinks Sopot 1993

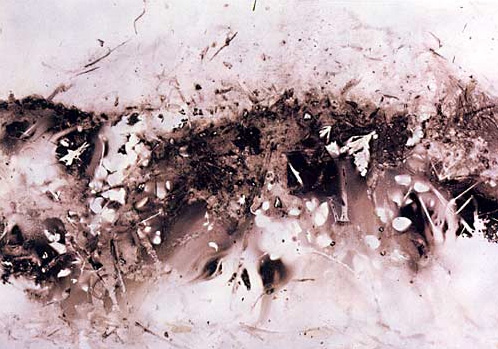
Jacek Tylicki, Natural Art, Nr.183,
(Stworzone przez Naturę). Starodrzew leśny, Południowa Szwecja, 17/08 - 29/08 1976, 47,5 x 35,5 cm

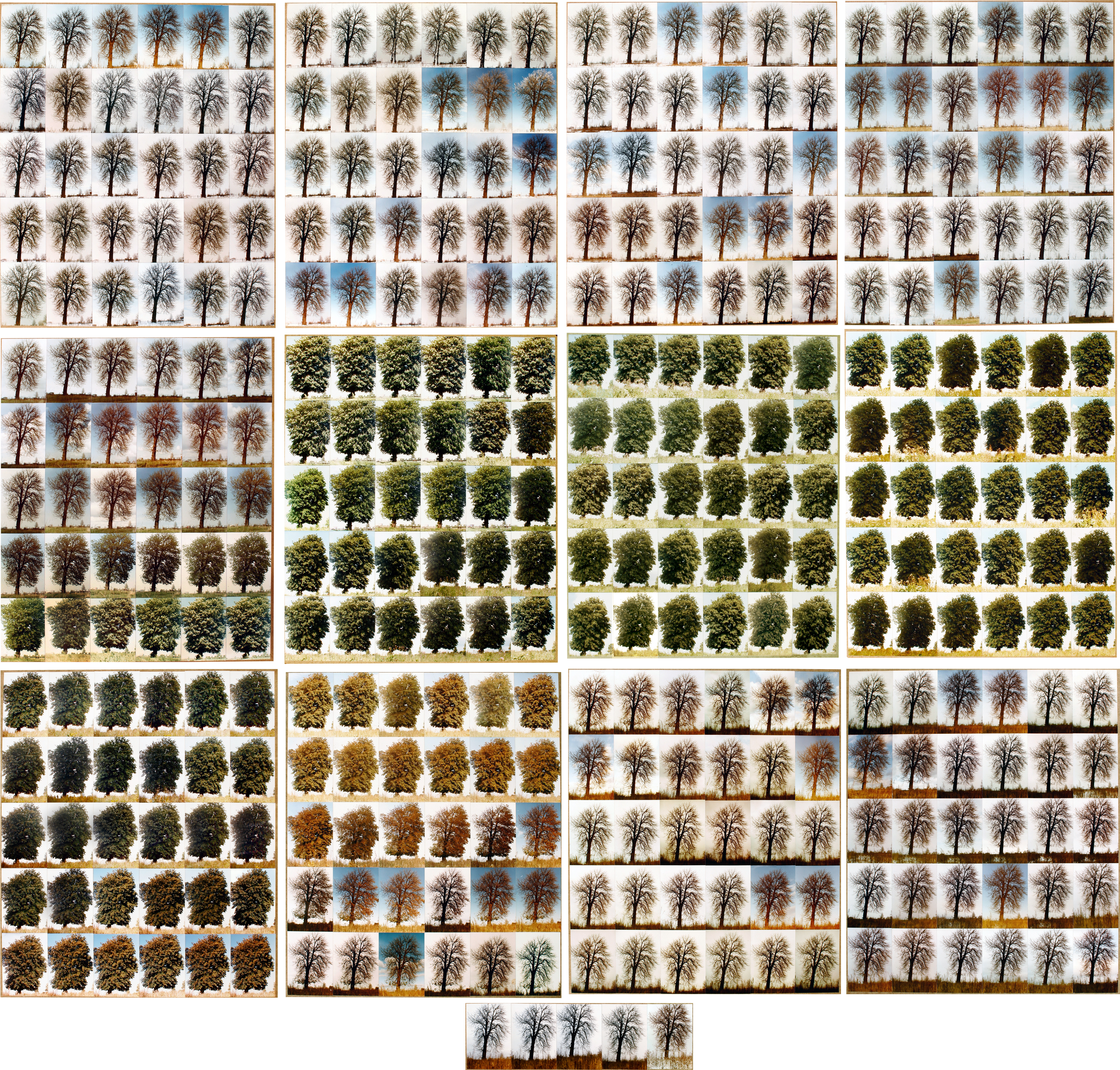
Jacek Tylicki, 365 dni, Jedno zdjęcie drzewa dziennie, Lund, Szwecja, 1979

- 2016 – Land Art Mongolia Bienalle, Pustynia Gobi, Mongolia
- 2015 – Mananchira Park, Calicut, Indie
- 2014 – Philips Auction House, Londyn, Anglia
- 2014 – Bonhams, Londyn, Anglia
- 2013 – Muzeum Sztuki Współczesnej w Krakowie (MOCAK), Polska
- 2012 – Dublin Biennial, Irlandia
- 2012 – Zachęta Narodowa Galeria Sztuki, Warszawa, Polska
- 2012 – Brookyn Art Library „Natural art Book”, Nowy Jork, Stany Zjednoczone
- 2011 – Land Art Festiwal, (welcome to my park in your park), Toruń, Polska
- 2002 – Fundacja Sfinks, Sopot, Polska
- 1995 – U Gallery, Nowy Jork, Stany Zjednoczone (wystawa indywidualna)
- 1994 – Akademie der Künste, Berlin, Niemcy
- 1993 – Fundacja Sfinks, Sopot, Polska
- 1988 – The Limelight, Nowy Jork, Stany Zjednoczone
- 1987 – Now Gallery, Free Art, Nowy Jork, Stany Zjednoczone (wystawa indywidualna)
- 1987 – Binghamton University Gallery, Stan Nowy Jork, Stany Zjednoczone
- 1986 – Fashion Moda Gallery Attack, Nowy Jork, Stany Zjednoczone, (wystawa indywidualna)
- 1986 – Fusion Gallery, Nowy Jork, Stany Zjednoczone
- 1986 – Artifacts Gallery, Miami, Stany Zjednoczone
- 1986 – No-Se-No Gallery, Nowy Jork, Stany Zjednoczone
- 1986 – Sculpture Garden, Nowy Jork, Stany Zjednoczone
- 1985 – Now Gallery Chicken Art, Nowy Jork, Stany Zjednoczone, (wystawa indywidualna)
- 1985 – 8BC Gallery, Nowy Jork, Stany Zjednoczone
- 1985 – Nite Gallery, Nowy Jork, Stany Zjednoczone
- 1984 – Now Gallery, Nowy Jork, Stany Zjednoczone
- 1984 – Avenue B Gallery, Nowy Jork, Stany Zjednoczone
- 1982 – Club 57, Nowy Jork, Stany Zjednoczone,(wystawa indywidualna)
- 1982 – ARTEDER International, Bilbao, Hiszpania
- 1981 – Nowa Awangarda, BWA, Sopot, Polska
- 1980 – Galerie Kanal 2, Kopenhaga, Dania (wystawa indywidualna)
- 1980 – Galeria Out, BWA, Sopot, Polska, (wystawa indywidualna)
- 1980 – Experimental Environment II, Living Art Museum, Islandia
- 1980 – Galerie Sudurgata 7, Reykjavík, Islandia, (wystawa indywidualna)
- 1979 – Gallery 38, Kopenhaga, Dania (wystawa indywidualna)
- 1979 – Galeria Sien Gdanska, Gdańsk, Polska, (wystawa indywidualna)
- 1979 – Galerie S:t Petri, Lund, Szwecja, (wystawa indywidualna)
- 1979 – Galeria Akumulatory 2, Poznań, Polska, (wystawa indywidualna)
- 1979 – Galerie Sudurgata 7, Reykjavík, Islandia, (wystawa indywidualna)
- 1979 – EXEN, Kopenhaga, Dania
- 1979 – Nordic Experimental Art Festival, Islandia
- 1977 – Galerie Brass, Malmö, Szwecja
- 1976 – Gallerie Porten, Lund, Szwecja, (wystawa indywidualna)
- 1976 – BTJ Gallery, Lund, Szwecja, (wystawa indywidualna)
- 1976 – Galeriet, Lund, Szwecja